# میچ کوک
میچ کوک (انگلیسی: Mitch Cook؛ زادهٔ ۱۵ اکتبر ۱۹۶۱) بازیکن فوتبال اهل بریتانیا است.
از باشگاه‌هایی که در آن بازی کرده‌است می‌توان به باشگاه فوتبال دارلینگتون، باشگاه فوتبال هارتل پول یونایتد، باشگاه فوتبال بلکپول، باشگاه فوتبال هالیفاکس تاون، باشگاه فوتبال ویتبای تاون، باشگاه فوتبال میدلزبرو، و باشگاه فوتبال گایزلی اشاره کرد.